# Rob van Someren
Rob van Someren (Amsterdam, 3 november 1963) is een Nederlands radio-dj en politieagent. Hij maakt al sinds 1992 zijn radioprogramma Somertijd. Sinds 2024 doet hij dat op 100% NL. Daarnaast werkt hij bij de nationale politie.

## Carrière
Van Someren begon zijn radioloopbaan in 1980 op jonge leeftijd bij de Amsterdamse piraat Radio Decibel, waar hij werkte met later ook bekende dj's als Jeroen van Inkel, Adam Curry, Simone Walraven en Daniël Dekker. In maart 1988 maakte Van Someren, net als Daniël Dekker, de overstap naar de toen nieuwe landelijke radiozender Radio 10. 

### TROS
Na een korte periode bij de commerciële radiozender Radio 10 vanaf de zomer van 1987, stapte Van Someren samen met Daniel Dekker per eind 1988 over naar de publieke omroep TROS. Daar was hij de eerste jaren te horen met de programma's TROS Nachtwacht in de nacht op Radio 2 en het  ochtendprogramma Havermoutshow op de befaamde TROS donderdag op Radio 3 en Hart van Twee op maandag op Radio 2. Vanaf zondag 4 oktober 1992 was Van Someren tussen 12:00 en 15:00 uur te horen met het eveneens nieuwe programma Somertijd op de toen nieuwe uitzenddag van de TROS op het vernieuwde Radio 3. Nadat Veronica het publieke omroepbestel had verlaten voor een commercieël avontuur, kreeg Van Someren per vrijdag 1 september 1995 de kans om dagelijks te presenteren. Hij kreeg op Radio 3 het uur tussen 17:00 en 18:00 uur dat Jeroen van Inkel tot dan toe namens Veronica invulde. Hiermee werd zijn dagelijkse programma met de bekende titel Somertijd geboren en dat was meteen ook zijn grootste succes. Het programma zou later (vanaf september 1998) twee uur worden en in het weekeinde kreeg hij ook nog een programma: Van Rob Los, vanaf dan op de "zinderende  zaterdag" tussen 12:00 en 15:00 uur op Radio 3FM.
Per woensdag 1 september 1999 stopte Van Someren met zijn radio programma's bij de TROS en Radio 3FM. Hij werd niet veel later de Vicepresident International Studios bij internetprovider World Online International. Na de verkoop van World Online aan het Italiaanse Tiscali in 2000, begon hij samen met de mensen van zijn afdeling een eigen bedrijf: Capcave BV. Nadat Van Someren zijn werkzaamheden voor Capcave BV had neergelegd om in 2003 bij de commerciële radiozender Radio Veronica te gaan werken, ging het bedrijf een aantal jaren later failliet.

### Terugkeer op de radio bij Radio Veronica
In 2003 keerde Van Someren op verzoek van Ton Lathouwers van de Sky Radio Group terug op de radio. Hij ging iedere werkdag tussen 16:00 en 19:00 uur de middagshow Somertijd presenteren op Radio Veronica. Zijn sidekicks waren DJ Sven, Juri Verstappen (die rond november 2013 werd vervangen door Mark van der Molen) en nieuwslezer Harry van der Heijden die in april 2014 werd vervangen door Metha de Vos. De show was vooral bekend om de hilarische programmaonderdelen, zoals de moppen en de limericks, en won in november 2013 de Gouden RadioRing voor het beste radioprogramma. Later combineerde Van Someren zijn radiowerk ook met de functie van manager Interactive Media van de Sky Radio Group.

### Ontslag bij Radio Veronica
Halverwege mei 2014 kreeg Van Someren een licht hartinfarct. De middagshow werd tijdelijk overgenomen door de sidekicks Mark van der Molen en DJ Sven. Hoewel Van Someren herstellende was en terug kon keren op de radio, werd eind juni 2014 bekend dat Jeroen van Inkel de middagshow vanaf 1 september 2014 ging overnemen. De reden was dat Van Someren niet meer in de nieuwe doelgroep van de radiozender zou passen. Eerder hadden al meer dj's om deze reden de zender moeten verlaten. Van Someren ging niet akkoord met de beëindiging van zijn arbeidsovereenkomst. Beide partijen stapten daarom naar de rechter. De rechter oordeelde dat Radio Veronica onzorgvuldig met de ontslagprocedure was omgegaan, maar dat de verhouding zó verstoord was, dat terugkeer bij de zender niet reëel was. Het contract werd per 1 november 2014 ontbonden en Van Someren kreeg een afkoopsom mee.
Rob van Someren kon door deze gebeurtenissen geen afscheidsprogramma van Somertijd meer maken op Radio Veronica. Toenmalig NPO 3FM-dj Giel Beelen nodigde Rob van Someren, DJ Sven en Dingetje uit om op maandag 3 november 2014 Robs verjaardag te komen vieren in zijn ochtendshow GIEL. Als verrassing mocht Van Someren alsnog een afscheidsshow van Somertijd maken tussen 7:15 en 10:00 uur op NPO 3FM.
Al snel kon hij aan de slag bij concurrent Radio 10. Saillant detail is dat Radio 10 en Radio Veronica twee jaar later deel zijn gaan uitmaken van hetzelfde radiobedrijf (Talpa) en zelfs in het hetzelfde pand zitten.

### Radio 10
Op 12 januari 2015 is Van Someren teruggekeerd op de radio bij Radio 10, waar hij hetzelfde programma op hetzelfde tijdslot voortzet. Toenmalig NPO 3FM dj Giel Beelen mocht bij die gelegenheid officieel het startsein geven voor de eerste uitzending. DJ Sven en Dingetje zijn als vanouds weer zijn sidekicks, en het Somertijdteam is uitgebreid met producer Lex Landeweerd, Menno Vroom, Cobus Bosscha en Chantal Quak. Sinds 13 oktober 2019 was Van Someren ook elke zondag van 21:00 tot 00:00 uur te horen met zijn programma De Nacht Wacht. Per 30 januari 2023 verhuisde dat programma, met Van Someren, naar de weekprogrammering, van maandag tot en met donderdag van 23:00 tot 00:00 uur.
In mei 2024 maakte Radio 10 bekend dat ze het programma per juli 2024 gingen verhuizen naar het weekend en dat de doordeweekse middagshow werd overgenomen door Gijs Staverman. Van Someren was niet blij met deze wijziging en volgens hem mocht dit contracttechnisch ook niet. Ook vond hij het erg toevallig dat deze wijziging precies plaatsvond nadat hij een rechtszaak had gewonnen over niet uitgekeerde salarisverhogingen en waar Talpa hoger beroep tegen had aangetekend. Hierop spande hij een kort geding aan tegen Talpa Network. De rechter wees tussenvonnis en oordeelde dat Talpa onzorgvuldig had gehandeld. De rechter zou in eindvonnis Van Someren in het gelijk stellen. Het tussenvonnis zou binnen een week definitief worden, tenzij Talpa met Van Someren tot een vergelijk zou komen. Van Someren voerde daarop een gesprek met en op uitnodiging van radiodirecteur Dave Minneboo. Op 27 juni 2024 werd bekend dat beide partijen een akkoord hadden bereikt. De uitkomst was dat Van Someren op 28 juni 2024 zijn laatste doordeweekse uitzending van Somertijd maakte en vanaf 14 september 2024 elke zaterdag en zondag van 12:00 tot 15:00 uur te horen zou zijn. Het hoger beroep in de arbeidsvoorwaardenzaak ging van de baan. Een maand later werd echter bekend dat Van Someren ging stoppen bij Radio 10 en de overstap ging maken naar een andere radiozender.

### 100% NL
Op 31 juli 2024 werd bekend dat Van Someren en zijn team van Somertijd de overstap zouden maken naar 100% NL. Hier mogen zij opnieuw een middagprogramma van 16.00 tot 19.00 uur gaan maken. Op deze manier hoefde hij niet tegen zijn wil in naar het weekend te verhuizen. Zij volgen hiermee Barry Paf op, die een lunchprogramma gaat maken van 12.00 tot 14.00 uur. Van Someren begon op 13 september 2024 bij 100% NL.

### Grand Prix Radio
Op 22 april 2025 maakte Van Someren bekend dat hij naast zijn werk voor 100% NL ook een programma gaat maken voor Grand Prix Radio.

## Prijzen
Van Someren won in zijn carrière tweemaal de Gouden RadioRing, de belangrijkste radioprijs in Nederland. De eerste maal was in 2013 en in 2023 werd hij de grote publiekswinnaar op het jaarlijkse radiogala en kreeg hij de Gouden RadioRing voor Beste Presentator als ook de Gouden RadioRing voor zijn Radio 10-programma Somertijd.
- Gouden RadioRing voor Somertijd (2013)
- Zilveren RadioSter (man) (2014)
- Gouden RadioRing voor Beste Presentator (2023)
- Gouden RadioRing voor Somertijd (2023)